# Valleroy-le-Sec
Valleroy-le-Sec és un municipi francès, situat al departament dels Vosges i a la regió del Gran Est. L'any 2007 tenia 173 habitants.

## Demografia

### Població
El 2007 la població de fet de Valleroy-le-Sec era de 173 persones. Hi havia 64 famílies, de les quals 12 eren unipersonals (12 dones vivint soles i 12 dones vivint soles), 20 parelles sense fills i 32 parelles amb fills.
La població ha evolucionat segons el següent gràfic:
Habitants censats

### Habitatges
El 2007 hi havia 72 habitatges, 65 eren l'habitatge principal de la família, 3 eren segones residències i 3 estaven desocupats. 70 eren cases i 2 eren apartaments. Dels 65 habitatges principals, 59 estaven ocupats pels seus propietaris, 5 estaven llogats i ocupats pels llogaters i 1 estava cedit a títol gratuït; 1 tenia dues cambres, 5 en tenien tres, 20 en tenien quatre i 40 en tenien cinc o més. 49 habitatges disposaven pel capbaix d'una plaça de pàrquing. A 21 habitatges hi havia un automòbil i a 37 n'hi havia dos o més.

### Piràmide de població
La piràmide de població per edats i sexe el 2009 era:
| Homes | Edats   | Dones |
| ----- | ------- | ----- |
| 0     | 95 o +  | 0     |
| 0     | 90 a 94 | 0     |
| 0     | 85 a 89 | 0     |
| 0     | 80 a 84 | 0     |
| 0     | 75 a 79 | 0     |
| 12    | 70 a 74 | 8     |
| 4     | 65 a 69 | 4     |
| 0     | 60 a 64 | 4     |
| 0     | 55 a 59 | 8     |
| 4     | 50 a 54 | 4     |
| 16    | 45 a 49 | 16    |
| 8     | 40 a 44 | 8     |
| 0     | 35 a 39 | 4     |
| 20    | 30 a 34 | 4     |
| 4     | 25 a 29 | 4     |
| 4     | 20 a 24 | 0     |
| 8     | 15 a 19 | 4     |
| 4     | 10 a 14 | 8     |
| 8     | 5 a 9   | 0     |
| 4     | 0 a 4   | 0     |

## Economia
El 2007 la població en edat de treballar era de 126 persones, 96 eren actives i 30 eren inactives. De les 96 persones actives 87 estaven ocupades (50 homes i 37 dones) i 9 estaven aturades (4 homes i 5 dones). De les 30 persones inactives 12 estaven jubilades, 13 estaven estudiant i 5 estaven classificades com a «altres inactius».

### Ingressos
El 2009 a Valleroy-le-Sec hi havia 60 unitats fiscals que integraven 159 persones, la mediana anual d'ingressos fiscals per persona era de 18.525 €.

### Activitats econòmiques
Dels 2 establiments que hi havia el 2007, 1 era d'una empresa de construcció i 1 d'una empresa de comerç i reparació d'automòbils.
L'únic servei als particulars que hi havia el 2009 era un electricista.
L'any 2000 a Valleroy-le-Sec hi havia 7 explotacions agrícoles que ocupaven un total de 424 hectàrees.

## Poblacions més properes
El següent diagrama mostra les poblacions més properes.